# El Arenal
El Arenal é um município da Espanha na província de Ávila, comunidade autónoma de Castela e Leão, de área 27,13 km² com população de 1100 habitantes (2007) e densidade populacional de 38,30 hab/km².

## Localização
Localiza-se no sul da província de Ávila.
| Noroeste: Navarredonda de Gredos | Norte: Navarredonda de Gredos | Noreste: San Martín del Pimpollar, Cuevas del Valle |
| Oeste: El Hornillo               |                               | Este: Mombeltrán                                    |
| Suroeste: El Hornillo            | Sur: Arenas de San Pedro      | Sureste: Mombeltrán                                 |

## Demografia
| Variação demográfica do município entre 1991 e 2004 | Variação demográfica do município entre 1991 e 2004 | Variação demográfica do município entre 1991 e 2004 | Variação demográfica do município entre 1991 e 2004 |
| --------------------------------------------------- | --------------------------------------------------- | --------------------------------------------------- | --------------------------------------------------- |
| 1991                                                | 1996                                                | 2001                                                | 2004                                                |
| 1154                                                | 1109                                                | 1059                                                | 1039                                                |